# Herb gminy Wierzbinek
Herb gminy Wierzbinek – jeden z symboli gminy Wierzbinek, ustanowiony 31 lipca 2001.

## Wygląd i symbolika
Herb przedstawia na tarczy koloru zielonego dzielonej z prawa w skos srebrną linią falistą (Noteć) w polu lewym trzy złote kłosy zboża, natomiast w polu prawym gałązkę wierzby z baziami (nawiązanie do nazwy gminy). 